# Don Fanucci
Don Fanucci – postać fikcyjna z powieści Maria Puza i filmu Francisa Forda Coppoli. W filmie gra go Gastone Moschin.
Jest on członkiem organizacji „Czarna Ręka”, działającej we włoskiej dzielnicy Nowego Jorku. Jest znany ze swej brutalności, jaką okazuje właścicielom małych inwestycji, którzy nie chcą mu płacić. Wszyscy uważają, że sam Salvatore Maranzano, przydzielił mu ten rewir.
Został kiedyś napadnięty przez nieznanych bandziorów, którzy próbowali mu poderżnąć gardło. Gdy im się to nie udało, Fanucciemu pozostała rozpoznawalna blizna. Ojciec Genca, kolegi Vita, należy do osób płacących Fanucciemu. Gdy Don przychodzi do niego z prośbą zatrudnienia kuzyna, sklepikarz musi pozbawić pracy Vita.
Później, gdy Corleone wraz ze swymi przyjaciółmi, Tessiem i Clemenzą rozkręcają przemyt sukienek, Don Fanucci żąda od nich udziału w zyskach. Na początek chce 700 dolarów. Vito namawia wspólników, aby pozwolili mu pogadać z Fanuccim. Prosi ich o 200 dolarów. Gdy Fanucci spostrzega pieniądze, początkowo jest zdenerwowany, jednak później wybacza ten mały błąd w interesach. Od tego momentu, Vito zaczyna śledzić Dona, aż do jego domu. Tam, w drzwiach zatrzymuje Fannuciego i strzela do niego z rewolweru. Fanucci rozdziera koszulę i otrzymuje ponownie kulkę w brzuch. Gdy upada i powoli umiera, Vito przykłada mu broń do policzka, strzela prosto w mózg i zabiera pieniądze.